# Canale Monterano

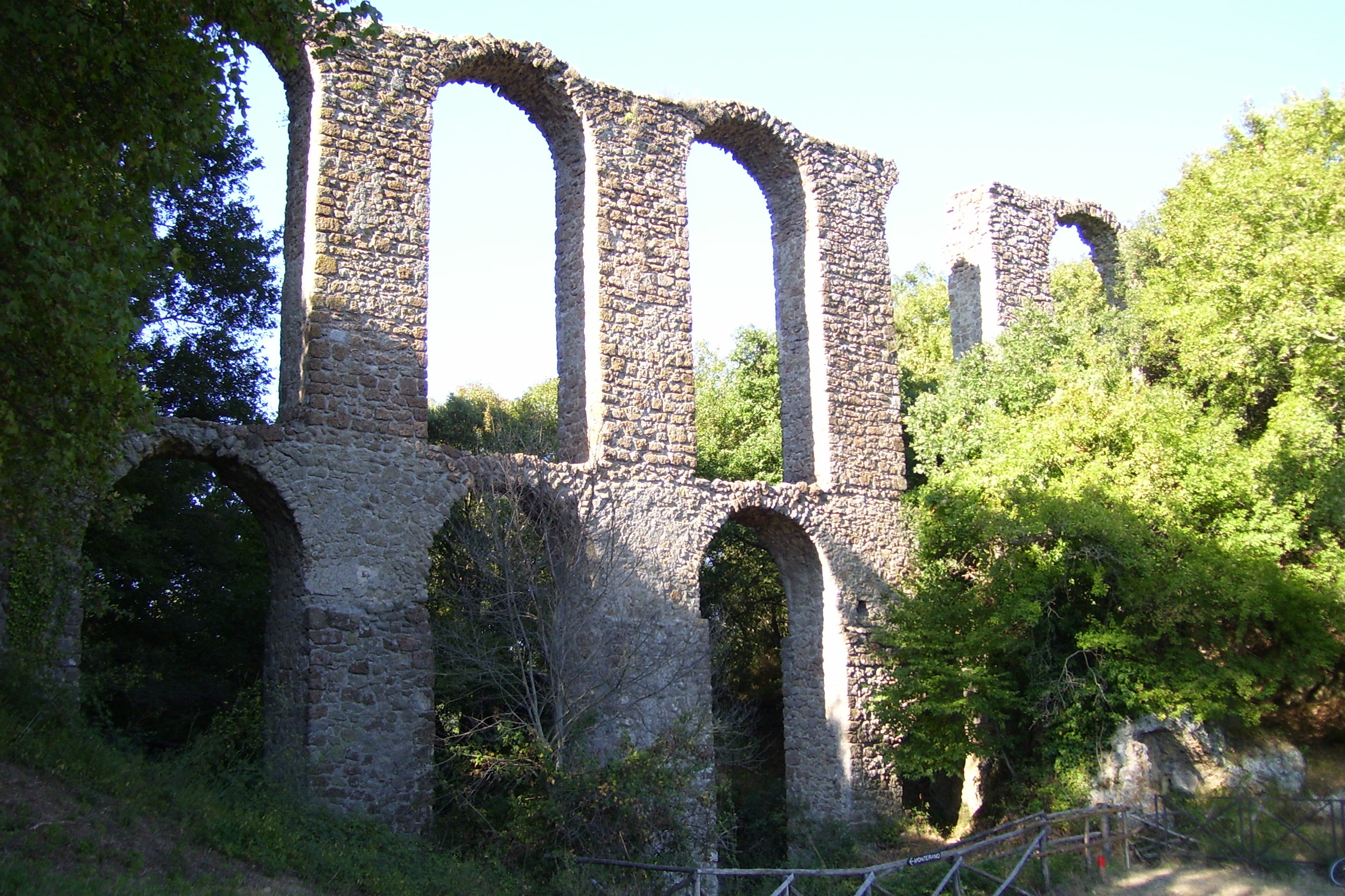
Antiguo acueducto de Canale Monterano.

Canale Monterano es un comuna italiana de 3.709 habitantes de la provincia de Roma en Lacio.
La Ciudad de Canale Monterano es parte del Servicio de Supervisión Asociado de Baja Tuscia con los municipios de Oriolo Romano, Vejano, Bassano Romano y Barbarano Romano.
En su territorio se encuentra la Reserva Natural Monterano, un espléndido ejemplo es la ciudad de Tolfa, con las características Solfatara de Monterano, los bosques de roble y las vías navegables que siguen intactas.
Canale Monterano es la nueva ciudad del antiguo feudo de Monterano hoy día abandonado, donde ha quedado solo un pueblo fantasma.

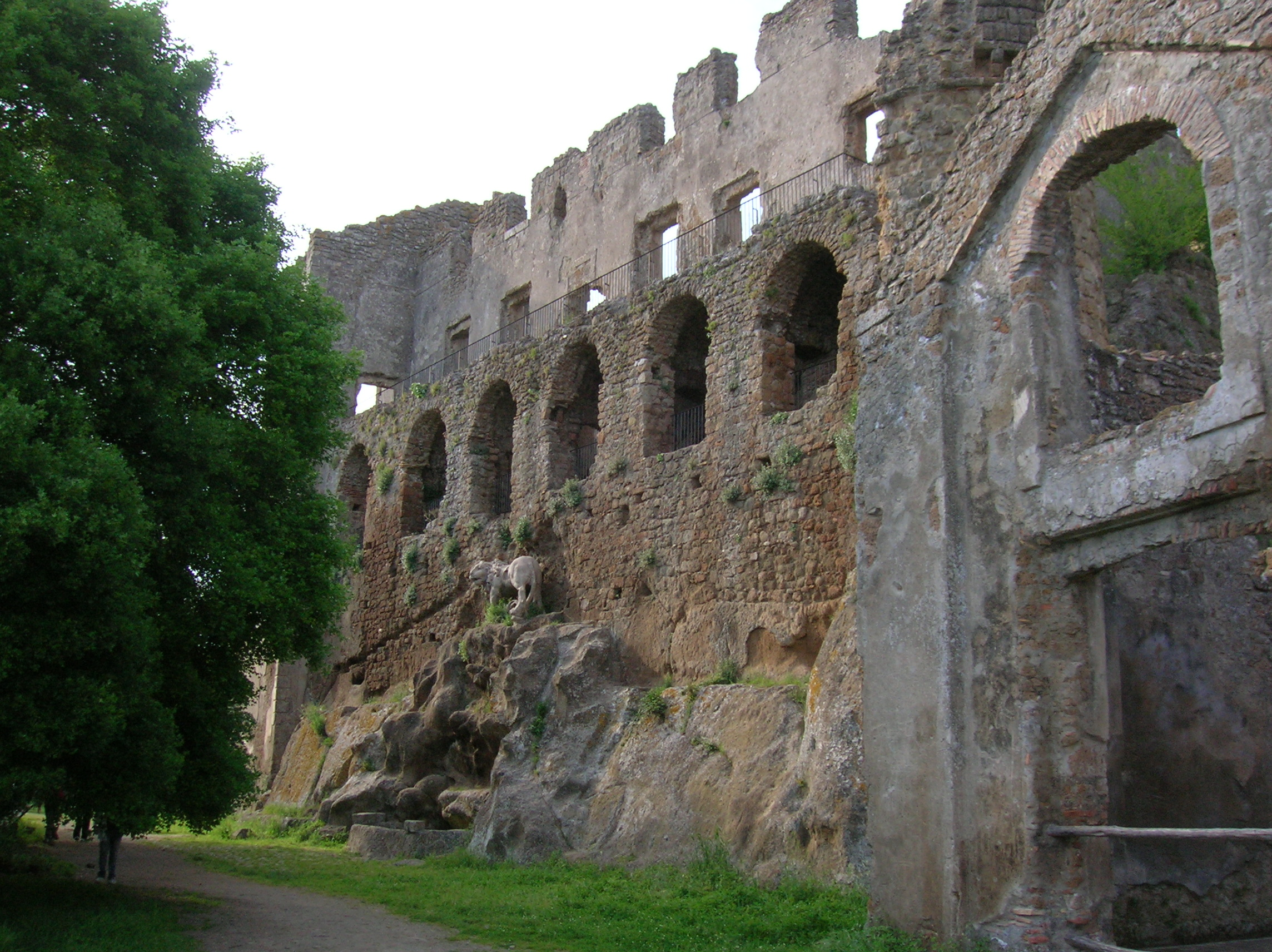
Antiguo feudo de Monterano.

## Administración
- Alcalde:Marcello Piccioni
- Fecha de asunción:30/05/2006
- Partido:lista cívica
- Teléfono de la comuna: 06 9962401
- Email:info@comune.canalemonterano.rm.it

## Evolución demográfica
| Gráfica de evolución demográfica de Canale Monterano entre 1861 y 2001 |
|                                                                        |
| Fuente ISTAT - Gráfica elaborada por Wikipedia                         |